# Won’t Get Fooled Again
«Won’t Get Fooled Again» (с англ. — «Нас больше не одурачат») — песня рок-группы The Who, написанная Питом Таунсендом. Оригинальная версия появилась в качестве финального трека на альбоме Who’s Next 1971 года. Сингл достиг 9-го места в чарте Великобритании и 15-го места в Billboard Hot 100.

## История
Композиция была выпущена в составе альбома 1971 года Who’s Next и с тех пор неоднократно появлялась на различных пластинках, в том числе на саундтреке The Kids Are Alright к одноимённому документальному фильму 1979 года. Запись песни для этого фильма, состоявшаяся 25 мая 1978 году в Shepperton Studios, стала последней работой The Who в полном составе, так как Кит Мун умер спустя 4 месяца после этого.
«Won’t Get Fooled Again» часто исполнялась Роджером Долтри, Джоном Энтвистлом и Таунсендом на сольных концертах. Таунсенд несколько раз вносил в песню радикальные изменения, используя различные инструментальные вариации от акустики до техно.
7 февраля 2010 года The Who закрыли этой композицией своё выступление на шоу Super Bowl XLIV.

## Кавер-версии
1. Версия Van Halen

«Won’t Get Fooled Again» (live) — второй сингл с альбома Live: Right Here, Right Now хард-рок группы Van Halen, выпущенный в 1993 году на лейбле Warner Bros.
О сингле
Является кавером на The Who. Единственный сингл с альбома Live: Right Here, Right Now, который возглавил Hot Mainstream Rock Tracks.
Также попал на 24 строчку в Японии и 64 в Канаде.
Существует Японский неофициальный двух-дисковый релиз, на котором записан концерт 30 марта 1993 года в Германии (скорее всего подделка).
Участники записи
- Сэмми Хагар — вокал, ритм-гитара
- Эдди Ван Хален — электрогитара, бэк-вокал
- Майкл Энтони — бас-гитара, бэк-вокал
- Алекс Ван Хален — ударные

- Алан Фитцджеральд — синтезатор, бэк-вокал (за кулисами, приписывается как «Технология клавиатуры Эдди»)

2. Хеви-метал гитарист Аксель Руди Пелл и его группа записали кавер на «Won’t Get Fooled Again» для своего альбома 2007 года Diamonds Unlocked.

## Использования
Часть песни была использована в качестве темы начала серий CSI:Майами.